# واکسول پرنس هنری

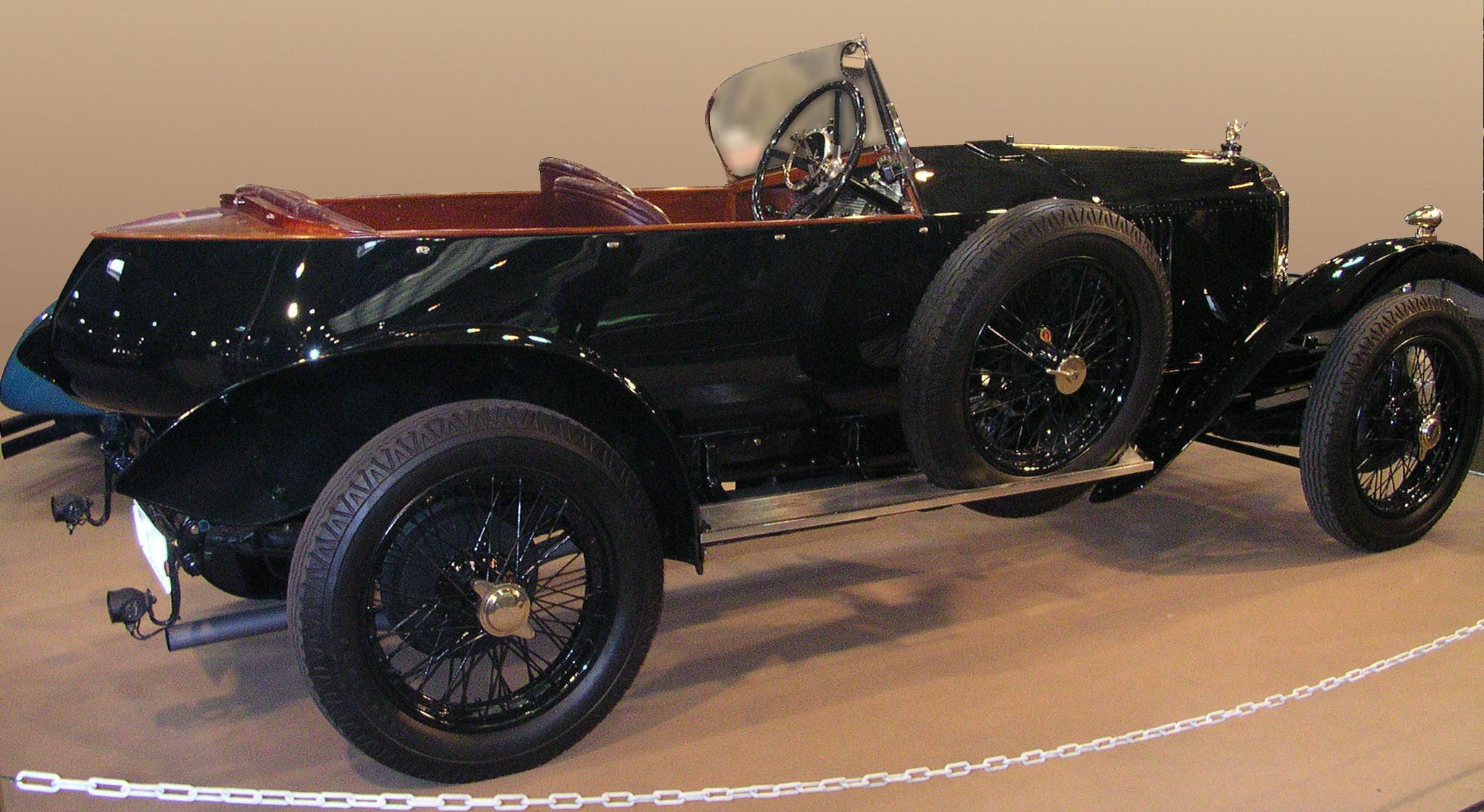

واکسول پرنس هنری (Vauxhall Prince Henry) خودرویی است که در سال‌های ۱۹۱۱  تا  ۱۹۱۴تولید شده‌است. 
طراحی آن خودروهای موتور جلو-محور عقب بوده ‌است. 
موتور آن ۳۰۵۴ سی‌سی  است.

## نگارخانه

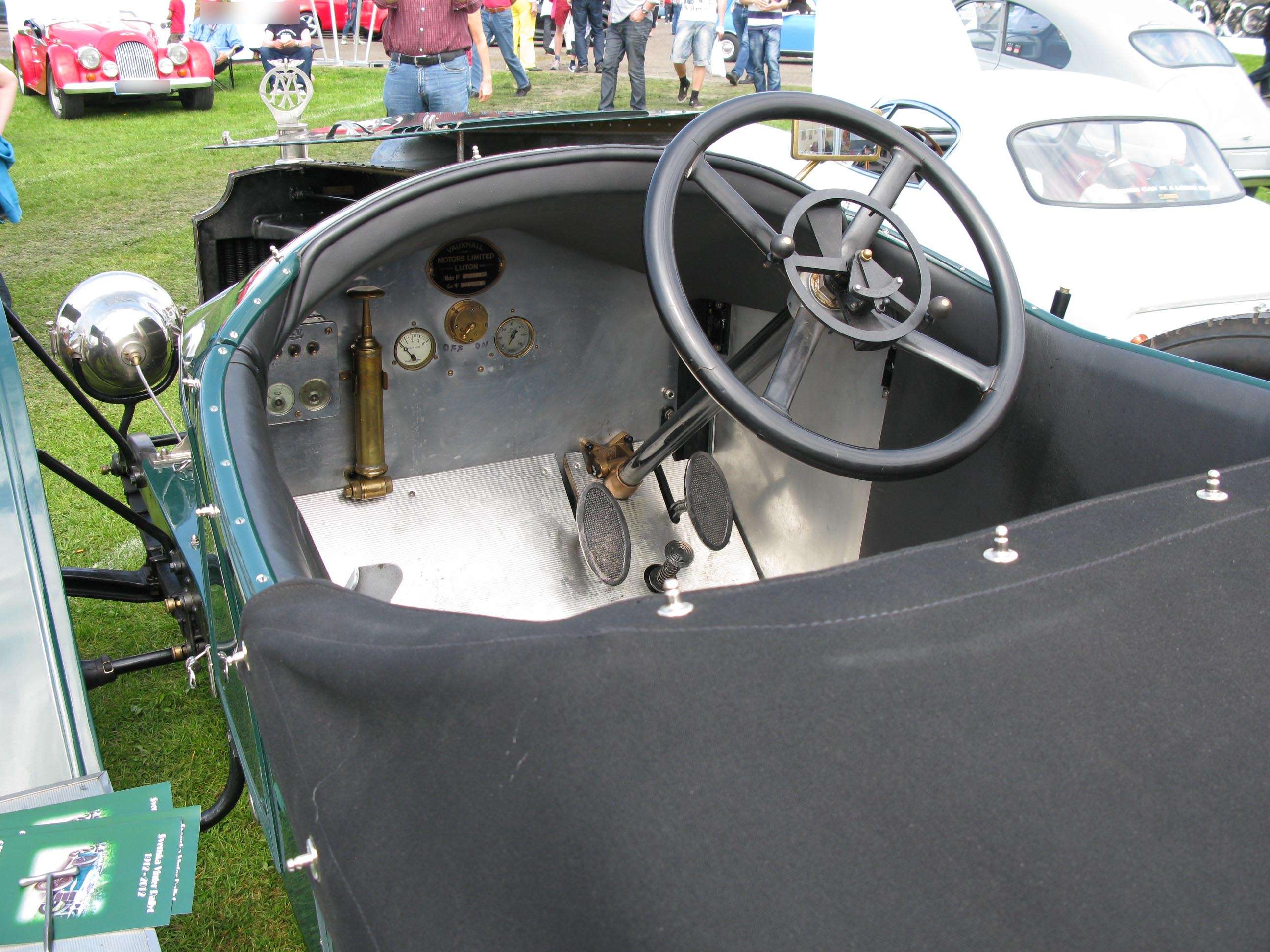
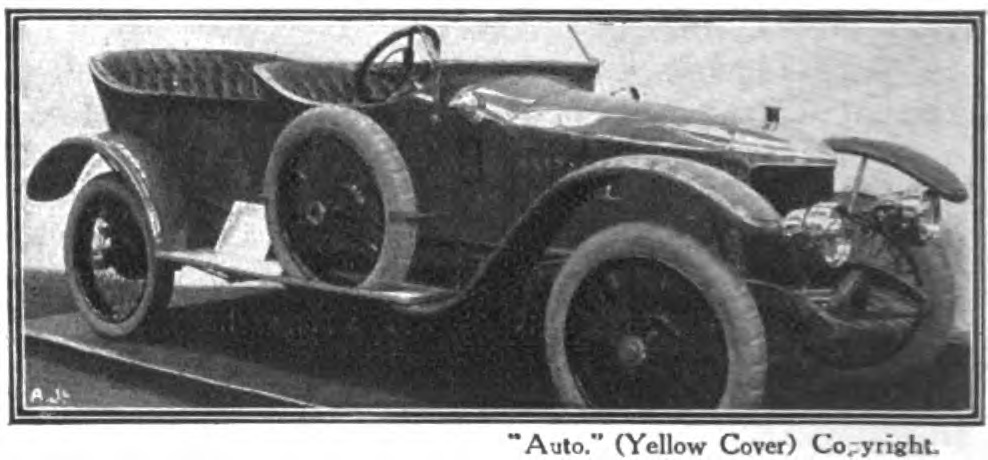
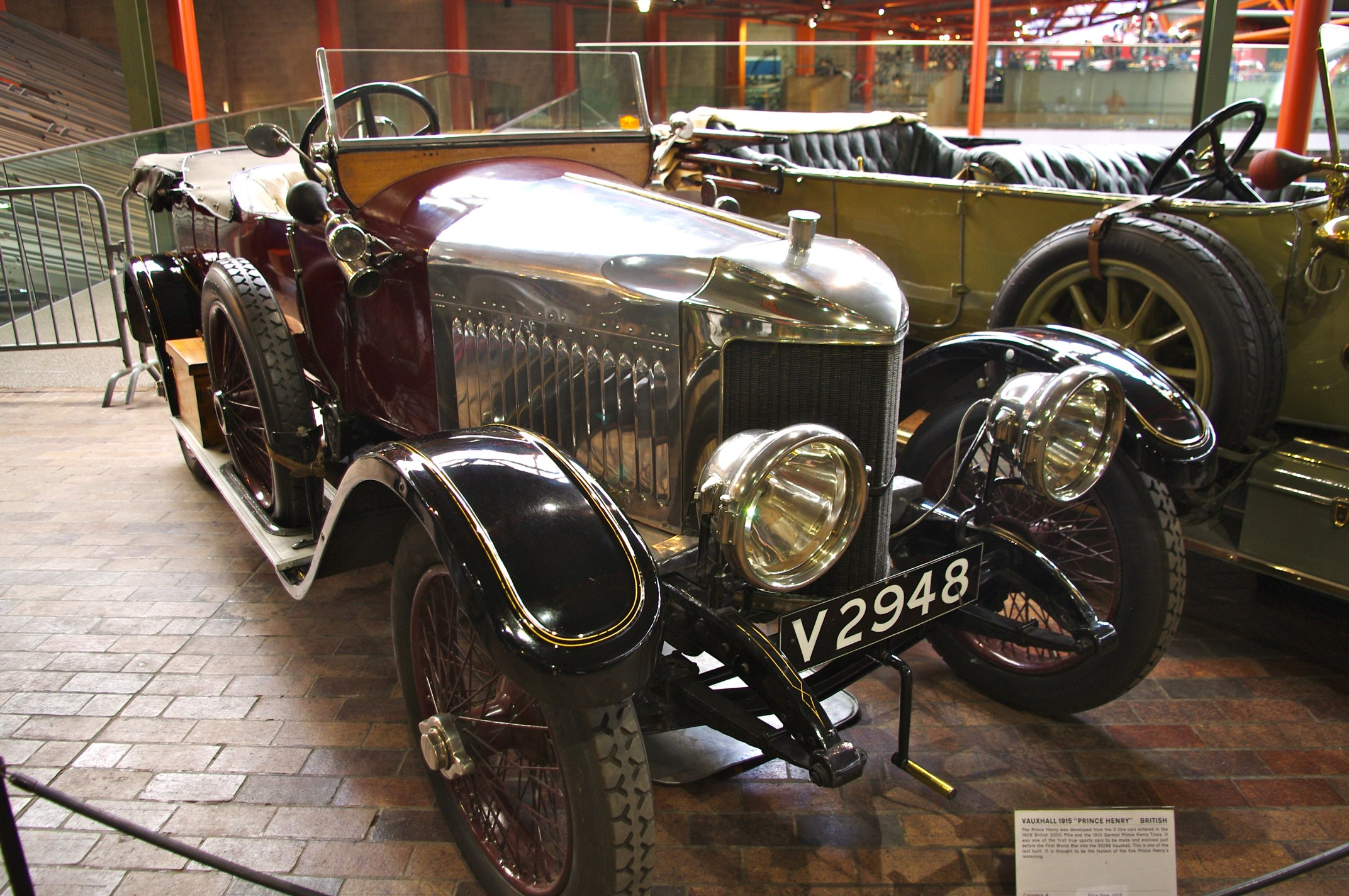